# 23-я смешанная авиационная дивизия
23-я смешанная авиационная дивизия, она же иногда 23-я скоростная авиационная дивизия  — воинское соединение Вооружённых Сил СССР в Великой Отечественной войне.

## История наименований
- 23-я смешанная авиационная дивизия;
- 23-я тяжёлая бомбардировочная авиационная дивизия;
- 53-я авиационная дивизия дальнего действия;
- 53-я авиационная Сталинградская дивизия дальнего действия;
- 53-я бомбардировочная Сталинградская авиационная дивизия.

## История и боевой путь дивизии
Дивизия сформирована в сентябре 1940 года в Московском военном округе в Дубровицах (ныне в черте Подольска), затем перебазировалась в Иваново. На 22 июня 1941 года управление дивизии базировалось в Ржеве, самолёты базировались на близлежащих аэродромах.
В составе действующей армии с 25 июня 1941 по 16 августа 1941 года.
24 июня 1941 года дивизия снялась с места дислокации и 25 июня 1941 года перебазировалась на аэродром Приямино, западнее Орши. C 27 июня дивизия базируется на аэродроме Зубово в 20 километрах южнее Орши, с 6 июля на аэродроме Горки, с 10 июля на аэродроме Шаталово, с 15 июля на аэродроме Сеща, с 1 августа в Олсуфьево, с 5 августа в Ново-Дугино, с 9 августа 1941 года в Медыни.
С момента перебазирования в Белоруссию, полки дивизии действовали над Молодечно, Борисовом, Бобруйском, по мере отступления в Могилёвской области, Витебской области, затем в Смоленской области. Так, Герой Советского Союза Степан Супрун погиб во время сопровождения бомбардировщиков из состава 23-й смешанной авиадивизии в их налёте на Борисов 4 июля 1941 года. Принимала участие в поддержке наземных войск в ходе Лепельского контрудара понесла большие потери.
16 августа 1941 года в Медыни дивизия, с поступлением в состав дивизии 1-го тяжёлого бомбардировочного авиационного полка, переименована в 23-ю тяжёлую бомбардировочную авиационную дивизию

## Состав дивизии
На 22 июня 1941 года
Управление — Ржев
99-й скоростной бомбардировочный авиационный полк — ст. Андреаполь
169-й истребительный авиационный полк — Ржев
175-й ближнебомбардировочный авиационный полк — Великие Луки
213-й скоростной бомбардировочный авиационный полк — Идрица
214-й скоростной бомбардировочный авиационный полк — Ржев
В разное время
- 32-й истребительный авиационный полк (август 1941)
- 61-й штурмовой авиационный полк[2] (13 июля - 9 августа 1941)
- 90-й ближнебомбардировочный авиационный полк (1940 — 16.08.1941)
- 169-й истребительный авиационный полк (1941 — 12.08.1941)
- 170-й истребительный авиационный полк (04.07.1941 — 15.07.1941)
- 175-й скоростной бомбардировочный авиационный полк (1940 — 25.06.1941)
- 213-й скоростной бомбардировочный авиационный полк (1941 — 12.08.1941)
- 214-й скоростной бомбардировочный авиационный полк (1941 — 18.07.1941)
- 401-й истребительный авиационный полк особого назначения (02.07.1941 — 13.07.1941)
- 430-й штурмовой авиационный полк (03.07.1941 — 15.07.1941)
- Отдельная авиационная эскадрилья Ар-2

## Подчинение
| Дата            | Фронт (округ)            | Армия      | Корпус | Примечания |
| --------------- | ------------------------ | ---------- | ------ | ---------- |
| 22.06.1941 года | Московский военный округ | -          | -      | -          |
| 01.07.1941 года | Западный фронт           | -          | -      | -          |
| 10.07.1941 года | Западный фронт           | -          | -      | -          |
| 01.08.1941 года | Западный фронт           | 20-я армия | -      | -          |

## Участие в операциях и битвах
- Смоленское сражение – с 10 июля 1941 года по 16 августа 1941 года.

## Командиры
- полковник Нестерцев Виктор Ефимович, 22.06.1941 — 16.08.1941

## Отличившиеся воины
- Супрун Степан Павлович, подполковник, командир 401-го истребительного авиационного полка особого назначения 23-й смешанной авиационной дивизии ВВС Западного Фронта Указом Президиума Верховного Совета СССР 22 июля 1941 года удостоен звания дважды Герой Советского Союза. Посмертно.
- Анохин Константин Ефремович, лейтенант, командир звена 170-го истребительного авиационного полка 23-й смешанной авиационной дивизии ВВС Западного Фронта 22 июля 1941 года Указом Президиума Верховного Совета СССР удостоен звания Герой Советского Союза. Посмертно.